# 1978
1978. је била проста година.

## Догађаји

### Март
- 14. март — Израелска војска је напала и окупирала југ Либана у операцији Литани.
- 16. март — Припадници терористичке организације „Црвене бригаде“ киднаповале су у Риму италијанског политичара и бившег премијера Алда Мора.
- 19. март — Египатске снаге су извеле неуспешан десант на међународни аеродром Ларнака без одобрења Кипра да би интервенисали у отмици.

### Април
- 18. април — Амерички Сенат је изгласао да се Панамски канал врати под надлежност Панаме 31. децембра 1999.
- 20. април — Совјетски авиони су оборили јужнокорејски авион након што је неовлашћено ушао у совјетски ваздушни простор.

### Мај
- 9. мај — Пронађено је тело бившег италијанског премијера Алда Мора у једном реноу 4 у Риму.
- 18. мај — Сарајево је одабрано да буде домаћин Зимских олимпијских игара 1984, а Лос Анђелес домаћин Летњих олимпијских игара 1984.

### Јун
- 20. јун — У Београду одржан Једанаести конгрес Савеза комуниста Југославије, последњи на којем је присуствовао Јосип Броз Тито, доживотни председник СФРЈ и СКЈ.
- 22. јун — Амерички астроном Џејмс Кристи је открио Плутонов сателит Харон.

### Новембар
- 26. новембар — Ирански верски лидери и политичари, у настојању да оборе шаха Мохамеда Резу Пахлавија, прогласили су генерални штрајк који је парализовао живот у Ирану.

### Децембар
- 13. децембар — Фудбалски клуб Партизан освојио Средњоевропски куп.

### Датум непознат
- Википедија:Непознат датум — По једном истраживању из Аустралије, 1978. је био врхунац светског богатства.[1]

## Рођења

### Јануар
- 4. јануар — Фредерик Хаус, амерички кошаркаш
- 4. јануар — Доминик Хрбати, словачки тенисер[2]
- 5. јануар — Џанјуари Џоунс, америчка глумица и модел[3]
- 6. јануар — Рубен Рамирез Идалго, шпански тенисер[4]
- 9. јануар — Ђенаро Гатузо, италијански фудбалер и фудбалски тренер[5]
- 11. јануар — Емил Хески, енглески фудбалер[6]
- 15. јануар — Франко Пелицоти, италијански бициклиста[7]
- 16. јануар — Бранислав Трифуновић, српски глумац и продуцент[8]
- 18. јануар — Горан Јевтић, српски глумац[9]
- 18. јануар — Тор Хусховд, норвешки бициклиста[10]
- 21. јануар — Едита Маловчић, аустријска певачица и глумица бошњачког порекла
- 25. јануар — Андрија Златић, српски стрелац[11]
- 25. јануар — Денис Мењшов, руски бициклиста[12]
- 26. јануар — Александар Никачевић, српски бициклиста
- 28. јануар — Ђанлуиђи Буфон, италијански фудбалски голман[13]

### Фебруар
- 2. фебруар — Ден Гаџурич, холандски кошаркаш[14]
- 2. фебруар — Барбара Мори, мексичка глумица и модел[15]
- 3. фебруар — Жуан Капдевила, шпански фудбалер[16]
- 3. фебруар — Метју Нилсен, аустралијски кошаркаш[17]
- 4. фебруар — Омер Онан, турски кошаркаш[18]
- 7. фебруар — Данијел ван Бујтен, белгијски фудбалер[19]
- 7. фебруар — Ештон Кучер, амерички глумац[20]
- 7. фебруар — Милтон Паласио, америчко-белизејски кошаркаш[21]
- 9. фебруар — Никола Лазетић, српски фудбалер[22]
- 14. фебруар — Данај Гурира, зимбабвеанско-америчка глумица и драматуршкиња[23]
- 14. фебруар — Даријус Сонгајла, литвански кошаркаш и кошаркашки тренер[24]
- 14. фебруар — Ричард Хамилтон, амерички кошаркаш[25]
- 16. фебруар — Ана Маљевић, српска глумица[26]
- 19. фебруар — Ибрахим Гај, сенегалски фудбалер[27]
- 20. фебруар — Матеј Старе, словеначки бициклиста[28]

### Март
- 9. март — Лукас Нил, аустралијски фудбалер[29]
- 10. март — Бен Бернли, амерички музичар, најпознатији као члан групе [30]
- 11. март — Дидије Дрогба, фудбалер Обале Слоноваче[31]
- 19. март — Ленка, аустралијска музичарка и глумица[32]
- 21. март — Кевин Федерлајн, амерички хип-хоп музичар, ди-џеј, глумац, рвач и модел[33]
- 23. март — Валтер Самјуел, аргентински фудбалер[34]
- 26. март — Сандра Ромејн, румунска порнографска глумица[35]
- 29. март — Игор Ракочевић, српски кошаркаш[36]
- 31. март — Вивијан Шмит, немачка порнографска глумица[37]

### Април
- 1. април — Мирослава Федерер, швајцарска тенисерка, супруга Роџера Федерера
- 3. април — Метју Гуд, енглески глумац[38]
- 3. април — Кариме Лозано, мексичка глумица[39]
- 3. април — Томи Хас, немачки тенисер[40]
- 9. април — Жорже Андраде, португалски фудбалер и фудбалски тренер[41]
- 9. април — Весна Писаровић, хрватска музичарка
- 13. април — Карлес Пујол, шпански фудбалер[42]
- 15. април — Луис Фонси, порторикански музичар и глумац[43]
- 16. април — Игор Тудор, хрватски фудбалер и фудбалски тренер[44]
- 19. април — Џејмс Франко, амерички глумац, редитељ, сценариста, музичар, сликар и писац[45]
- 19. април — Габријел Хајнце, аргентински фудбалер и фудбалски тренер[46]
- 23. април — Љубинка Кларић, српска глумица[47]
- 26. април — Стана Катик, канадска глумица српског порекла[48]
- 26. април — Дејан Матић, српски певач, брат близанац Саше Матића[49]
- 26. април — Саша Матић, српски певач, брат близанац Дејана Матића[50]
- 29. април — Боб Брајан, амерички тенисер[51]
- 29. април — Мајк Брајан, амерички тенисер[52]

### Мај
- 7. мај — Шон Марион, амерички кошаркаш[53]
- 8. мај — Лусио, бразилски фудбалер[54]
- 11. мај — Летиција Каста, француска глумица и модел[55]
- 12. мај — Џејсон Бигс, амерички глумац[56]
- 13. мај — Мајк Биби, амерички кошаркаш[57]
- 16. мај — Лионел Скалони, аргентински фудбалер и фудбалски тренер[58]
- 18. мај — Рикардо Карваљо, португалски фудбалер[59]
- 21. мај — Бријана Бенкс, немачко-америчка порнографска глумица и модел[60]
- 29. мај — Себастијан Грожан, француски тенисер[61]

### Јун
- 1. јун — Александар Шапић, српски ватерполиста и политичар
- 2. јун — Доминик Купер, енглески глумац[62]
- 7. јун — Тамара Крцуновић, српска глумица[63]
- 8. јун — Стерџил Симпсон, амерички музичар и глумац[64]
- 9. јун — Мирослав Клозе, немачки фудбалер[65]
- 9. јун — Јака Лакович, словеначки кошаркаш и кошаркашки тренер[66]
- 11. јун — Џошуа Џексон, америчко-канадски глумац[67]
- 14. јун — Никола Вујчић, хрватски кошаркаш[68]
- 16. јун — Данијел Брил, немачки глумац[69]
- 16. јун — Алмами Мореира, фудбалер из Гвинеје Бисао[70]
- 18. јун — Снежана Пантић, српска каратисткиња (прем. 2022)[71]
- 19. јун — Дирк Новицки, немачки кошаркаш
- 19. јун — Зои Салдана, америчка глумица[72]
- 20. јун — Френк Лампард, енглески фудбалер и фудбалски тренер[73]
- 21. јун — Ерика Дуранс, канадска глумица[74]
- 24. јун — Емпу Вуоринен, фински музичар, најпознатији као суоснивач и гитариста групе Nightwish[75]
- 24. јун — Шунсуке Накамура, јапански фудбалер[76]
- 24. јун — Даница Тодоровић, српска глумица[77]
- 29. јун — Никол Шерзингер, америчка музичарка, глумица и плесачица[78]
- 30. јун — Јелена Ступљанин, српска глумица[79]

### Јул
- 4. јул — Маркос Данијел, бразилски тенисер[80]
- 4. јул — Татјана Јечменица, српска тенисерка[81]
- 7. јул — Илија Столица, српски фудбалер и фудбалски тренер.[82]
- 9. јул — Кара Гаучер, америчка атлетичарка (тркачица на дуге стазе)[83]
- 12. јул — Тофер Грејс, амерички глумац[84]
- 12. јул — Мелани де Бјазио, белгијска музичарка[85]
- 12. јул — Мишел Родригез, америчка глумица[86]
- 14. јул — Рожер Гримау, шпански кошаркаш[87]
- 18. јул — Вирџинија Рађи, италијанска политичарка, адвокатица и прва жена градоначелник Рима[88]
- 18. јул — Мелиса Терјо, француска новинарка
- 21. јул — Давор Кус, хрватски кошаркаш[89]
- 21. јул — Џош Хартнет, амерички глумац и филмски продуцент[90]
- 31. јул — Хосе Гонзалез, шведски музичар

### Август
- 2. август — Горан Гавранчић, српски фудбалер[91]
- 2. август — Деивидас Шемберас, литвански фудбалер[92]
- 5. август — Рита Фалтојано, мађарска порнографска глумица и модел[93]
- 6. август — Андрија Милошевић, српско-црногорски глумац и ТВ водитељ[94]
- 8. август — Луј Саха, француски фудбалер[95]
- 9. август — Дарко Божовић, црногорски фудбалски голман[96]
- 11. август — Бранислав Јевтић, српски глумац и сценограф[97]
- 14. август — Радован Кривокапић, српски фудбалер и фудбалски тренер[98]
- 17. август — Јелена Карлеуша, српска певачица[99]
- 18. август — Енди Семберг, амерички глумац, комичар, сценариста, ТВ продуцент и музичар[100]
- 19. август — Иван Гвозденовић, српски фудбалер и фудбалски тренер[101]
- 21. август — Маринко Маџгаљ, српски глумац, певач и ТВ водитељ (прем. 2016)[102]
- 23. август — Коби Брајант, амерички кошаркаш (прем. 2020)[103]

### Септембар
- 4. септембар — Вес Бентли, амерички глумац[104]
- 4. септембар — Данијел Љубоја, српски фудбалер[105]
- 6. септембар — Фокси Браун, америчка хип хоп музичарка
- 10. септембар — Рамунас Шишкаускас, литвански кошаркаш и кошаркашки тренер[106]
- 11. септембар — Дејан Станковић, српски фудбалер[107]
- 12. септембар — Елизабета Каналис, италијанска глумица и модел[108]
- 15. септембар — Марко Пантелић, српски фудбалер[109]
- 19. септембар — Огњен Короман, српски фудбалер и фудбалски тренер[110]
- 21. септембар — Поло Костанзо, канадски глумац[111]
- 22. септембар — Данијела Алонсо, америчка глумица и модел[112]
- 23. септембар — Ентони Маки, амерички глумац[113]
- 25. септембар — Росиф Садерланд, канадски глумац[114]
- 27. септембар — Бред Арнолд, амерички музичар, најпознатији као певач групе 3 Doors Down[115]
- 27. септембар — Ана Николић, српска певачица[116]

### Октобар
- 1. октобар — Александар Пантић, српски фудбалер[117]
- 3. октобар — Клаудио Пизаро, перуански фудбалер[118]
- 3. октобар — Шенин Сосамон, америчка глумица и музичарка[119]
- 8. октобар — Дарко Станић, српски рукометни голман[120]
- 10. октобар — Џоди Лин О’Киф, америчка глумица, модел и модна дизајнерка[121]
- 12. октобар — Констракта, српска музичарка
- 12. октобар — Марко Јарић, српски кошаркаш[122]
- 13. октобар — Џермејн О’Нил, амерички кошаркаш[123]
- 14. октобар — Ашер, амерички музичар и глумац[124]
- 15. октобар — Бошко Балабан, хрватски фудбалер[125]
- 24. октобар — Мајер Четмен, амерички кошаркаш[126]
- 24. октобар — Саша Шестић, аустралијски бармен и рукометаш[127]
- 27. октобар — Ванеса Меј, британско-тајландска виолинисткиња и алпска скијашица
- 30. октобар — Џерод Хендерсон, амерички кошаркаш[128]

### Новембар
- 7. новембар — Рио Фердинанд, енглески фудбалер[129]
- 8. новембар — Ивана Селаков, српска певачица
- 10. новембар — Дипло, амерички ди-џеј и музички продуцент[130]
- 10. новембар — Бане Ковачевић, српски хип хоп музичар, најпознатији као члан групе 187 (прем. 2019)
- 17. новембар — Том Елис, велшки глумац
- 17. новембар — Рејчел Макадамс, канадска глумица[131]
- 24. новембар — Кетрин Хајгл, америчка глумица, филмска продуценткиња и модел[132]
- 25. новембар — Марино Баждарић, хрватски кошаркаш[133]
- 25. новембар — Ана Сакић, српска глумица[134]
- 27. новембар — Радек Штјепанек, чешки тенисер[135]
- 28. новембар — Ејми Гарсија, америчка глумица[136]
- 29. новембар — Лорен Кристина Герман, америчка глумица[137]
- 30. новембар — Гаел Гарсија Бернал, мексички глумац, редитељ, сценариста и продуцент[138]

### Децембар
- 1. децембар — Стефан Капичић, српски глумац[139]
- 2. децембар — Нели Фуртадо, канадска музичарка[140]
- 6. децембар — Петар Божић, српски кошаркаш и кошаркашки тренер
- 8. децембар — Ијан Самерхолдер, амерички глумац, модел, редитељ и продуцент[141]
- 8. децембар — Илда Шаулић, српска певачица
- 9. децембар — Гастон Гаудио, аргентински тенисер
- 12. децембар — Санибал Ораховац, црногорски фудбалер[142]
- 13. децембар — Никола Вујовић, српски глумац[143]
- 14. децембар — Пати Шнидер, швајцарска тенисерка
- 18. децембар — Кејти Холмс, америчка глумица, филмска продуценткиња и режисерка[144]
- 19. децембар — Игор Ђорђевић, српски глумац[145]
- 19. децембар — Марко Томаш, босанскохерцеговачки песник и новинар
- 22. децембар — Едо Маајка, босанскохерцеговачки хип-хоп музичар
- 22. децембар — Анина Укатис, намачка водитељка, порнографска глумица и модел[146]
- 23. децембар — Естела Ворен, канадска пливачица, глумица и модел[147]
- 23. децембар — Слободан Соро, српско-бразилски ватерполо голман
- 25. децембар — Џереми Стронг, амерички глумац[148]
- 28. децембар — Џон Леџенд, амерички музичар, музички продуцент и глумац[149]
- 28. децембар — Холи Трозби, аустралијска музичарка и списатељица

## Смрти

### Јануар
- 24. јануар — Жорж Спеше, француски бициклиста (* 1907)[150]
- 25. јануар — Скендер Куленовић, српски и југословенски књижевник[151]

### Мај
- 9. мај — Алдо Моро, италијански политичар

### Јул
- 1. јул — Курт Штудент, немачки генерал

### Октобар
- 20. октобар — Светозар Радојчић, српски историчар уметности (* 1909)[152]

### Новембар
- 15. новембар — Маргарет Мид, амерички антрополог (* 1901)

### Децембар
- 3. децембар — Љубинка Бобић, српска глумица (* 1897)[153]
- 8. децембар — Голда Меир, израелска политичарка[154]

## Нобелове награде
- Физика — Пјотр Леонидович Капица, Арно Алан Пензијас и Роберт Вудро Вилсон
- Хемија — Питер Д. Мичел
- Медицина — Вернер Арбер, Данијел Нејтанс и Хамилтон О. Смит
- Књижевност — Исак Башевис Сингер
- Мир — Анвар ел Садат и Менахем Бегин
- Економија — Херберт Сајмон